# Quốc tang tại Việt Nam

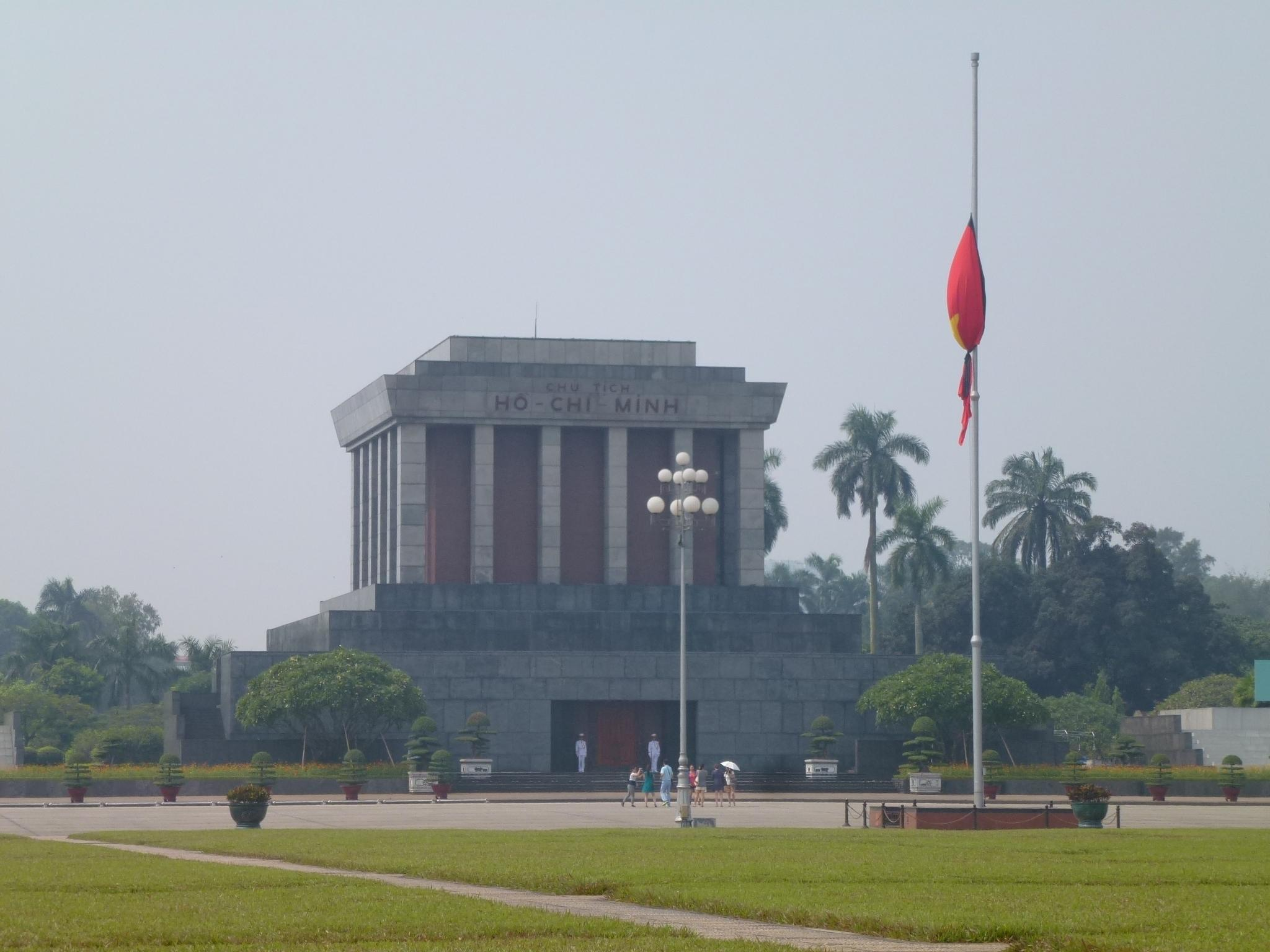
Cờ rủ trong lễ Quốc tang Đại tướng Võ Nguyên Giáp ngày 12/10/2013

Quốc tang tại Việt Nam là nghi thức tang lễ cao nhất ở Việt Nam, được hiểu là cả nước để tang. Nghi lễ Quốc tang là đặc biệt được quy định trong văn bản pháp lý của nhà nước. Hiện nay, Nghị định số 105/2012/NĐ-CP ngày 17/12/2012 của Chính phủ nước Cộng hòa xã hội chủ nghĩa Việt Nam quy định tổ chức lễ tang cán bộ công viên chức và một số văn bản nhà nước khác có quy định về quốc tang. Ngoài ra, Bộ Chính trị cũng có chủ trương "đồng ý tổ chức lễ quốc tang trong trường hợp thiên tai, thảm họa đặc biệt nghiêm trọng gây thiệt hại lớn tính mạng, của cải của nhân dân. Chính phủ ban hành văn bản quy định cụ thể về các trường hợp này". Tuy nhiên chưa có văn bản nào của Chính phủ thể chế hóa chủ trương này của Đảng. Ngày 05 tháng 11 năm 2020, phát biểu trong phiên họp Quốc hội, đại biểu Trần Thị Quốc Khánh (Đoàn Hà Nội) đề xuất xem xét bổ sung thực hiện nghi thức Quốc tang đối với trường hợp có nhiều đồng bào thiệt mạng trong các thảm họa thiên tai, như thiệt hại trong đợt mưa lũ, sạt lở ở miền Trung.

## Nghi thức Quốc tang

### Chức danh được tổ chức lễ Quốc tang
Theo Nghị định 105/2012/NĐ-CP, cán bộ đang giữ hoặc ngưng giữ một trong các chức vụ này sau khi từ trần được tổ chức lễ Quốc tang:
- Tổng Bí thư Ban Chấp hành Trung ương Đảng Cộng sản Việt Nam;
- Chủ tịch nước Cộng hòa xã hội chủ nghĩa Việt Nam;
- Thủ tướng Chính phủ Cộng hòa xã hội chủ nghĩa Việt Nam;
- Chủ tịch Quốc hội Cộng hòa xã hội chủ nghĩa Việt Nam.

Ngoài ra, Bộ Chính trị quyết định việc tổ chức lễ Quốc tang đối với cán bộ cấp cao khác có quá trình đóng góp và công lao to lớn đối với sự nghiệp cách mạng của Đảng, Nhà nước và nhân dân, có uy tín lớn trong nước và quốc tế.
Trong quá khứ, các văn bản quy định về quốc tang ở Việt Nam có khác nhau. Trong Nghị định 62/2001/NĐ-CP ban hành năm 2001, Quốc tang chỉ áp dụng cho những người đã và đang giữ các chức vụ Tổng Bí thư Ban Chấp hành Trung ương Đảng; Chủ tịch nước; Thủ tướng Chính phủ; Chủ tịch Quốc hội.
Ngày 15 tháng 6 năm 2025, Bộ Văn hóa Thể thao và Du lịch đang xây dựng dự thảo nghị định sửa đổi, bổ sung một số điều của Nghị định 185/2012 về tổ chức tang lễ cán bộ, công chức viên chức. Tại đây, Bộ dự định bổ sung quy định trường hợp người từ trần giữ một trong bốn chức vụ Tổng Bí thư, Chủ tịch nước, Thủ tướng, Chủ tịch Quốc hội, đã được cấp có thẩm quyền cho thôi chức vụ, nghỉ công tác, nghỉ hưu trước tuổi, nghỉ hưu do có vi phạm, khuyết điểm thì lễ tang được tổ chức theo hình thức cấp cao, thay vì quốc tang.

### Nghi thức Quốc tang
Nghi thức không thống nhất trong các thời kỳ khác nhau. Thông thường, Ban Chấp hành Trung ương và các cơ quan nhà nước cấp cao sẽ có thông báo chính thức, thành lập Ban Lễ tang Nhà nước và Ban Tổ chức Lễ tang, quy định thời gian quốc tang, đưa tin trên các phương tiện truyền thông, tổ chức lễ viếng, truy điệu, an táng, treo cờ rủ, hoãn hoặc hủy tổ chức các hoạt động văn nghệ,... Ngoài ra, quy định hiện hành có truyền hình và phát thanh trực tiếp trên các đài truyền hình, đài phát thanh khi viếng, truy điệu, an táng. Quy định hiện hành của Việt Nam theo Nghị định 105/2012/NĐ-CP ban hành năm 2012 là không bắn đại bác trong quốc tang.

#### Thông báo về Lễ Quốc tang
Các cơ quan cùng đứng tên ra thông cáo về Lễ Quốc tang bao gồm Ban Chấp hành Trung ương Đảng Cộng sản Việt Nam, Quốc hội Cộng hòa xã hội chủ nghĩa Việt Nam, Chủ tịch nước Cộng hòa xã hội chủ nghĩa Việt Nam, Chính phủ Cộng hòa xã hội chủ nghĩa Việt Nam và Ủy ban Trung ương Mặt trận Tổ quốc Việt Nam.

#### Ban Lễ tang Nhà nước và Ban Tổ chức Lễ tang
Bộ Chính trị quyết định thành lập Ban Lễ tang Nhà nước và Ban Tổ chức Lễ tang. Ban Lễ tang Nhà nước bao gồm từ 25 đến 30 thành viên đại diện Bộ Chính trị, Ban Chấp hành Trung ương, Quốc hội, Chủ tịch nước, Chính phủ, Ủy ban Trung ương Mặt trận Tổ quốc Việt Nam, các đoàn thể Trung ương, cơ quan nơi người từ trần đã hoặc đang công tác, đại diện lãnh đạo tỉnh, thành phố trực thuộc Trung ương quê hương hoặc nơi sinh của người từ trần. Ban Lễ tang Nhà nước có nhiệm vụ chỉ đạo việc tổ chức Lễ Quốc tang theo quy định tại Nghị định này; Trưởng Ban Lễ tang Nhà nước là Tổng Bí thư Ban Chấp hành Trung ương Đảng Cộng sản Việt Nam hoặc Chủ tịch nước Cộng hòa xã hội chủ nghĩa Việt Nam.
Còn Ban Tổ chức Lễ tang bao gồm từ 15 đến 20 thành viên đại diện cho các Bộ, ban, ngành ở Trung ương, địa phương quê hương hoặc nơi sinh của người từ trần và đại diện gia đình người từ trần. Ban Tổ chức Lễ tang có nhiệm vụ giúp cho Ban Lễ tang Nhà nước trong việc điều hành các cơ quan là thành viên Ban Tổ chức Lễ tang, các cơ quan tham gia tổ chức Lễ Quốc tang theo quy định tại Nghị định này; Trưởng Ban Tổ chức Lễ tang là một Phó Thủ tướng Chính phủ (Trưởng Ban Tổ chức Lễ tang cũng đồng thời là một thành viên của Ban Lễ tang Nhà nước).

#### Thời gian và địa điểm Quốc tang
Thời gian tổ chức Lễ Quốc tang thường là 2 ngày (trừ một số trường hợp đặc biệt, là 1 ngày và từ 3 ngày trở lên). Trong thời gian này các cơ quan, công sở trong phạm vi cả nước và các cơ quan đại diện của Việt Nam ở nước ngoài treo cờ rủ, có dải băng tang màu đen và không tổ chức các hoạt động vui chơi, giải trí công cộng. Dải băng tang treo trên cờ rủ có kích thước bằng 1/10 chiều rộng lá cờ, chiều dài tối đa theo chiều dài của lá cờ và chỉ treo cờ đến 2/3 chiều cao của cột cờ, dùng băng vải đen buộc không để cờ bay.

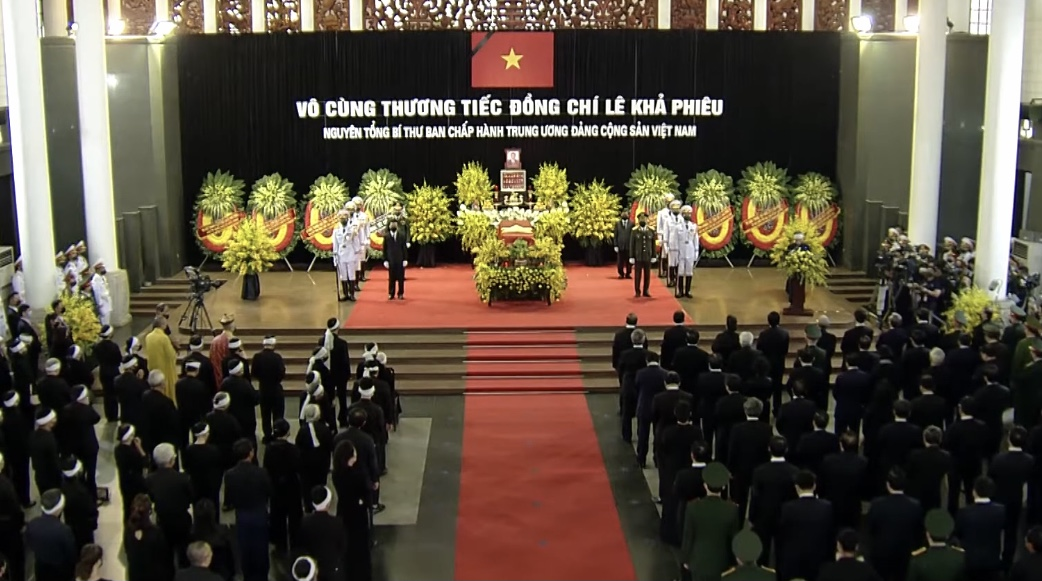
Tang lễ Lê Khả Phiêu tại Nhà tang lễ Quốc gia giữa mùa dịch COVID-19

Nếu ở Hà Nội, lễ Quốc tang tổ chức tại Nhà tang lễ Quốc gia số 5 Trần Thánh Tông. Còn nếu ở Thành phố Hồ Chí Minh, lễ Quốc tang sẽ được tổ chức tại Nhà tang lễ Quốc gia phía Nam. Công tác an táng được thực hiện tại Nghĩa trang Mai Dịch, Hà Nội, Nghĩa trang thành phố Hồ Chí Minh hoặc hỏa táng, an táng tại quê hương hay nghĩa trang địa phương khác theo nguyện vọng của gia đình. Tuy nhiên lễ quốc tang tại Thành phố Hồ Chí Minh thường được tổ chức ở Dinh Độc Lập.

## Danh sách Quốc tang tại Việt Nam
- In đậm là trưởng ban lễ tang nguyên Tổng bí thư và Chủ tịch nước đối với người đang giữ chức hiện tại.

| Nhân vật                  | Chức danh | Ngày quốc tang        | Trưởng ban lễ tang                                         | Địa điểm                                                   | Nơi an táng                                                |
| ------------------------- | --- | --------------------- | ---------------------------------------------------------- | ---------------------------------------------------------- | ---------------------------------------------------------- |
| Huỳnh Thúc Kháng          | Nguyên Quyền Chủ tịch nước | 29/04/1947            | Hồ Chí Minh                                                | Quảng Ngãi                                                 | Núi Thiên Ấn, tỉnh Quảng Ngãi                              |
| Hồ Chí Minh               | Chủ tịch Đảng, Chủ tịch nước | 05/09/1969–10/09/1969 | Lê Duẩn                                                    | Hội trường Ba Đình, Hà Nội                                 | Lăng Chủ tịch Hồ Chí Minh, Hà Nội                          |
| Nguyễn Lương Bằng         | Phó Chủ tịch nước | 23/07/1979            | Lê Duẩn                                                    | Hội trường Ba Đình, Hà Nội                                 | Nghĩa trang Mai Dịch, Hà Nội                               |
| Tôn Đức Thắng             | Chủ tịch nước, Nguyên Quyền Chủ tịch nước | 01/04/1980–05/04/1980 | Trường Chinh                                               | Hội trường Ba Đình, Hà Nội                                 | Nghĩa trang Mai Dịch, Hà Nội                               |
| Lê Duẩn                   | Tổng Bí thư | 11/07/1986–15/07/1986 | Trường Chinh                                               | Hội trường Ba Đình, Hà Nội                                 | Nghĩa trang Mai Dịch, Hà Nội                               |
| Phạm Hùng                 | Chủ tịch Hội đồng Bộ trưởng | 13/03/1988–15/03/1988 | Nguyễn Văn Linh                                            | Hội trường Ba Đình, Hà Nội                                 | Nghĩa trang Mai Dịch, Hà Nội                               |
| Trường Chinh              | Cố vấn Ban Chấp hành Trung ương Đảng, Nguyên Tổng Bí thư, nguyên Chủ tịch Hội đồng Nhà nước (nay là Chủ tịch nước), nguyên Chủ tịch Quốc hội                                                                          | 02/10/1988–06/10/1988 | Nguyễn Văn Linh                                            | Hội trường Ba Đình, Hà Nội                                 | Nghĩa trang Mai Dịch, Hà Nội                               |
| Lê Đức Thọ                | Cố vấn Ban Chấp hành Trung ương Đảng, Nguyên thường trực Ban Bí thư | 16/10/1990–17/10/1990 | Nguyễn Văn Linh                                            | Hội trường Ba Đình, Hà Nội                                 | Nghĩa trang Mai Dịch, Hà Nội                               |
| Kaysone Phomvihane        | Chủ tịch Đảng Nhân dân Cách mạng Lào, Chủ tịch nước Cộng hòa Dân chủ nhân dân Lào | 26/11/1992–28/11/1992 | Không có ban lễ tang (quốc tang dành cho người nước ngoài) | Không có ban lễ tang (quốc tang dành cho người nước ngoài) | Không có ban lễ tang (quốc tang dành cho người nước ngoài) |
| Hoàng Quốc Việt           | nguyên Ủy viên Bộ Chính trị, nguyên Bí thư Tổng bộ Việt Minh, nguyên Chủ tịch Tổng Công đoàn Việt Nam, nguyên Viện trưởng Viện Kiểm sát Nhân dân Tối cao, nguyên Chủ tịch Ủy ban Trung ương Mặt trận Tổ quốc Việt Nam | 19/12/1992–20/12/1992 | Đỗ Mười                                                    | Hội trường Ba Đình, Hà Nội                                 | Nghĩa trang Mai Dịch, Hà Nội                               |
| Kim Nhật Thành            | Tổng Bí thư Đảng lao động Triều Tiên, Chủ tịch nước Cộng hòa Dân chủ Nhân dân Triều Tiên | 16/07/1994            | Không có ban lễ tang (quốc tang dành cho người nước ngoài) | Không có ban lễ tang (quốc tang dành cho người nước ngoài) | Không có ban lễ tang (quốc tang dành cho người nước ngoài) |
| Souphanouvong             | Nguyên Chủ tịch nước Cộng hòa Dân chủ Nhân dân Lào, nguyên Chủ tịch đầu tiên Ủy ban Thường vụ của Mặt trận Lào Xây dựng Đất nước                                                                                      | 13/01/1995-14/01/1995 | Không có ban lễ tang (quốc tang dành cho người nước ngoài) | Không có ban lễ tang (quốc tang dành cho người nước ngoài) | Không có ban lễ tang (quốc tang dành cho người nước ngoài) |
| Nguyễn Hữu Thọ            | Nguyên Chủ tịch Quốc hội, Nguyên Quyền Chủ tịch nước | 28/12/1996–30/12/1996 | Đỗ Mười                                                    | Hội trường Thống Nhất, Thành phố Hồ Chí Minh               | Nghĩa trang Thành phố Hồ Chí Minh, Thành phố Hồ Chí Minh   |
| Nguyễn Văn Linh           | Nguyên Tổng Bí thư | 28/04/1998–29/04/1998 | Lê Khả Phiêu                                               | Hội trường Thống Nhất, Thành phố Hồ Chí Minh               | Nghĩa trang Thành phố Hồ Chí Minh, Thành phố Hồ Chí Minh   |
| Trung tướng Lê Quang Đạo  | Nguyên Chủ tịch Quốc hội | 29/07/1999–30/07/1999 | Lê Khả Phiêu                                               | Nhà Tang lễ Quốc gia, Hà Nội                               | Nghĩa trang Mai Dịch, Hà Nội                               |
| Phạm Văn Đồng             | Nguyên Thủ tướng Chính phủ | 05/05/2000–06/05/2000 | Lê Khả Phiêu                                               | Nhà Tang lễ Quốc gia, Hà Nội                               | Nghĩa trang Mai Dịch, Hà Nội                               |
| Võ Văn Kiệt               | Nguyên Thủ tướng Chính phủ, Nguyên Quyền Chủ tịch Hội đồng Bộ trưởng | 14/06/2008–15/06/2008 | Nông Đức Mạnh                                              | Hội trường Thống Nhất, Thành phố Hồ Chí Minh               | Nghĩa trang Thành phố Hồ Chí Minh, Thành phố Hồ Chí Minh   |
| Võ Chí Công               | Nguyên Chủ tịch Hội đồng nhà nước (nay là Chủ tịch nước) | 10/09/2011–11/09/2011 | Nguyễn Phú Trọng                                           | Hội trường Thống Nhất, Thành phố Hồ Chí Minh               | Nghĩa trang Thành phố Hồ Chí Minh, Thành phố Hồ Chí Minh   |
| Đại tướng Võ Nguyên Giáp  | Nguyên Bí Thư Quân Ủy Trung Ương, Nguyên Phó Thủ tướng Chính phủ, nguyên Bộ trưởng Bộ Quốc phòng, Tổng Tư lệnh Quân đội nhân dân Việt Nam                                                                             | 12/10/2013–13/10/2013 | Nguyễn Phú Trọng                                           | Nhà Tang lễ Quốc gia, Hà Nội                               | Vũng Chùa, Quảng Bình                                      |
| Fidel Castro              | Nguyên Bí thư thứ nhất Ban Chấp hành Trung ương Đảng Cộng sản Cuba | 04/12/2016            | Không có ban lễ tang (quốc tang dành cho người nước ngoài) | Không có ban lễ tang (quốc tang dành cho người nước ngoài) | Không có ban lễ tang (quốc tang dành cho người nước ngoài) |
| Phan Văn Khải             | Nguyên Thủ tướng Chính phủ | 20/03/2018–21/03/2018 | Nguyễn Phú Trọng                                           | Hội trường Thống Nhất, Thành phố Hồ Chí Minh               | Tân Thông Hội, Củ Chi, Thành phố Hồ Chí Minh               |
| Đại tướng Trần Đại Quang  | Chủ tịch nước | 26/09/2018–27/09/2018 | Nguyễn Phú Trọng                                           | Nhà Tang lễ Quốc gia, Hà Nội                               | Quang Thiện, Kim Sơn, Ninh Bình                            |
| Đỗ Mười                   | Nguyên Tổng Bí thư, nguyên Chủ tịch Hội đồng Bộ trưởng (nay là Thủ tướng Chính phủ) | 06/10/2018–07/10/2018 | Nguyễn Phú Trọng                                           | Nhà Tang lễ Quốc gia, Hà Nội                               | Đông Mỹ, Thanh Trì, Hà Nội                                 |
| Đại tướng Lê Đức Anh      | Nguyên Chủ tịch nước | 03/05/2019–04/05/2019 | Nguyễn Phú Trọng                                           | Nhà Tang lễ Quốc gia, Hà Nội                               | Nghĩa trang Thành phố Hồ Chí Minh, Thành phố Hồ Chí Minh   |
| Thượng tướng Lê Khả Phiêu | Nguyên Tổng Bí thư | 14/08/2020-15/08/2020 | Nguyễn Phú Trọng                                           | Nhà Tang lễ Quốc gia, Hà Nội                               | Nghĩa trang Mai Dịch, Hà Nội                               |
| Nguyễn Phú Trọng          | Tổng Bí thư, Bí thư Quân uỷ Trung ương, Trưởng Ban Chỉ đạo phòng chống tham nhũng, tiêu cực; Nguyên Chủ tịch nước; Nguyên Chủ tịch Quốc hội                                                                           | 25/07/2024-26/07/2024 | Tô Lâm                                                     | Nhà Tang lễ Quốc gia, Hà Nội                               | Nghĩa trang Mai Dịch, Hà Nội                               |
| Khamtay Siphandone        | Nguyên Chủ tịch Ban Chấp hành Trung ương Đảng Nhân dân Cách mạng Lào, Nguyên Chủ tịch nước, Nguyên Thủ tướng Chính phủ Lào                                                                                            | 04/04/2025-05/04/2025 | Không có ban lễ tang (quốc tang dành cho người nước ngoài) | Không có ban lễ tang (quốc tang dành cho người nước ngoài) | Không có ban lễ tang (quốc tang dành cho người nước ngoài) |
| Trần Đức Lương            | Nguyên Chủ tịch nước | 24/05/2025-25/05/2025 | Lương Cường                                                | Nhà Tang lễ Quốc gia, Hà Nội                               | Phổ Khánh, Đức Phổ, Quảng Ngãi                             |

## Lễ tưởng niệm
Ngày 04 tháng 04 năm 1926, lễ quốc tang cho Phan Châu Trinh đã được tổ chức bất chấp sự ngăn cản của chính quyền thực dân, phong trào làm lễ truy điệu Phan Châu Trinh được tổ chức rộng rãi ở khắp ba kỳ, trở thành một sự kiện chính trị nổi bật lúc bấy giờ.
Ngày 19 tháng 11 năm 2021, toàn quốc bước vào lễ tưởng niệm cho các nạn nhân tử vong sau thời gian điều trị COVID-19 với quy mô gần giống với một lễ quốc tang (tổ chức trên phạm vi cả nước). Buổi lễ chỉ được xếp vào lễ tưởng niệm vì không treo cờ rủ.